# CartoSat–1
CartoSat–1 indiai első generációs, térhatású térképészeti műholdja.

## Küldetés
A Remote Sensing Satellite (RSS) program 11. műholdja. Tudományos adatszolgáltatásával elősegíteni India feltérképezését, hogy eredményes mezőgazdasági folyamatok jöjjenek létre, előre jelezni a veszélyek kialakulását, a riasztást.

## Jellemzői
Tervezte és építette az Indiai Űrkutatási Szervezet (angolul: Indian Space Research Organisation, ISRO). A Nemzeti Távérzékelési Központ felelős az adatfeldolgozásért. Társműholdja a HAMSAT, segítve a rádióamatőr forgalmazást.
Megnevezései: CartoSat–1 (Cartographic Satellite); IRS–P5 (Indian Remote Sensing); COSPAR: 2005-017A; Kódszáma: 28649.
2005. május 5-én a Sriharikota rakétabázisról LC–11 (LC–Launch Complex) jelű indítóállványról egy PSLV-C6 hordozórakétával állították alacsony Föld körüli pályára (LEO = Low-Earth Orbit). Az orbitális pályája 97,07 perces, 97,84 fokos hajlásszögű, geostacionárius pálya perigeuma 624 kilométer, az apogeuma 625 kilométer volt. Naponta 14 alkalommal kerüli meg a Földet.
Az indiai kormány erőforrás-gazdálkodás, és annak ellenőrzésére műholdat készített. Az űreszköz terep modellező képeivel kiválóan hozzájárult a nemzet természeti kincseinek feltárásához. Kettő kamerája fekete-fehér sztereoszkópikus képeket készít, telemetria rendszerén keresztül (rögzíti) folyamatosan továbbítja a földi vevőállomásokra. Az adatok segítik a mezőgazdasági folyamatokat (termény, talaj), a vízkészlet, az erdészet, az aszály és az árvíz előrejelzését, a térképészet a város tervezést és a tengerpart ellenőrzését teszi lehetővé.
Képalkotó szolgálata lefedi az egész Földet, 126 napos ciklusokban ugyanazon szelvényeket fényképezi. Szolgáltatását világszerte elérhetik. India a polgári távérzékelés területén vezető szereppel bír. Tervezett időtartam 5 év. Alakja ferdén levágott prizma, tömege 1560 kilogramm. Háromtengelyesen stabilizált űreszköz. Az űreszközhöz napelemeket rögzítettek (1.1 kW) , éjszakai (földárnyék) energia ellátását nikkel–kadmium akkumulátorok biztosították. A műhold gázfúvókákkal rendelkezik, hogy biztosítani tudja pályaelemeinek tartását.
A légkörbe történő belépésének ideje ismeretlen.